# Hyalonema hercules
Hyalonema hercules är en svampdjursart som beskrevs av Schulze 1899. Hyalonema hercules ingår i släktet Hyalonema och familjen Hyalonematidae. Inga underarter finns listade i Catalogue of Life.